# Voodoo Child (Slight Return)
«Voodoo Child (Slight Return)» es una canción del trío The Jimi Hendrix Experience, publicada en 1968. Es la última del álbum Electric Ladyland. Esta canción es popular por el sonido de la guitarra cargada de efectos wah-wah, con acordes mudos combinados con riffs y solos explosivos. 
La revista Rolling Stone la colocó en el puesto n.º 101 en su «lista de 500 más grandes canciones de todos los tiempos».
Es uno de los temas más característicos y conocidos de la carrera musical de Jimi Hendrix, por el virtuosismo con que se expresa y por un sonido heavy —lo más "pesado" tocado hasta ese entonces—.
Fue catalogado como "Voodoo Child", y que es el título que aparece en el sencillo y es el título a que se refiere oficialmente. Esto, evidentemente, se confunde con la canción de 15 minutos "Voodoo chile" en el álbum Electric Ladyland. El lado B del sencillo figura entre dos de sus anteriores éxitos: "Hey Joe" y "All Along The Watchtower".
Esta canción fue grabada por numerosos artistas, entre ellos Stevie Ray Vaughan para su álbum Couldn't Stand the Weather, de 1984.
Voodoo Child es también el título de la biografía de Jimi Hendrix ilustrada por Bill Sienkiewicz.

## Orígenes y grabación
El origen de esta canción está en el tema "Voodoo Chile", una improvisación larga de blues que contaba con Steve Winwood y Jack Casady.
La canción fue grabada en 1968, y se volvió a publicar como un sencillo después de la muerte de Hendrix en 1970. El 3 de mayo de 1968 (el día después de la grabación de "Voodoo Child"), un equipo de ABC filmó a los integrantes de Jimi Hendrix Experience mientras tocaban. Hendrix explicó que:

"Alguien nos estaba filmando cuando empezamos a grabar ... Grabamos alrededor de tres veces, porque querían filmar la edición de estudio. Por lo tanto, OK, vamos a tocar, está en mi: uno, dos, tres... y luego empezamos 'Voodoo Child (Slight Return)'".

La canción se convirtió en una de las preferidas de Hendrix en vivo y que varían en su duración de 7 a 15 minutos.
Entre las interpretaciones en vivo más destacables figuran Woodstock durante 1969 y su show en el Albert Hall, originalmente publicado en el álbum póstumo Hendrix in the West, que más tarde volvió a editarse en el Experienced Box Set.
En el álbum en vivo Band of Gypsies, Live at the Fillmore East, Hendrix se refiere a la canción como el himno nacional de los Black Panthers.

## Personal
- Productor: Jimi Hendrix
- Ingeniero: Eddie Kramer
- Guitarra, voz, percusión: Jimi Hendrix
- Bajo: Jack Casady
- Batería: Mitch Mitchell

## Legado
El solo de guitarra de "Voodoo Child (Slight Return)" se ubica en el puesto n.º 11, entre los más grandes solos de guitarra en la historia según la revista Guitar World, en su lista de los "100 mejores Solos de guitarra". Hay en total seis solos de Hendrix, más que ningún otro artista en la nómina.
En el mismo tema Joe Satriani dice que figura como su solo de guitarra favorito:

"Es la mayor pieza de guitarra eléctrica hecha jamás registrada. De hecho, la canción entera puede ser considerada como el santo grial de la guitarra de expresión y técnica. Se trata de un faro de la humanidad".

Kenny Wayne Shepherd:

"Esto es definitavamente el himno de la guitarra de todos los tiempos. A partir de ese increíble riff de apertura hasta la forma en que se rompe en el medio y se funde, todo es increíble. Hay cosas que Jimi hizo de la guitarra que los seres humanos no pueden hacer. Puedes probar todo el día, incluso tocando correctamente, pero no es lo mismo. Definitivamente parece como si provienera de un lugar más distante cuando toca".

## Versiones de la canción
- La canción fue versionada por Zakk Wylde de la banda Pride and Glory y también por Slash de Guns N' Roses en el Gibson Guitar Corporation's  100a Aniversario.
- La intro de la canción fue versionada varias veces por Slash para empezar la canción "Civil War" durante el Use Your Illusion Tour.
- La canción figura en el disco de Joe Satriani, Steve Vai y Yngwie Malmsteen G3: Live in Denver, de 2003.
- Stevie Ray Vaughan hizo una versión de esta canción para su álbum Couldn't Stand the Weather, de 1984, en una versión ligeramente ampliada. El guitarrista toco esta canción repetidas veces a lo largo de su carrera.

Se le considera la mejor versión de la canción. Por tal consideración, Stevie Ray Vaughan entró al Salón de la Fama del Rock And Roll.
- La canción también fue versionada por Angélique Kidjo en su álbum Oremi, de 1998.
- Otro cover fue grabado por Yngwie Malmsteen en el álbum The Génesis
- La canción también ha sido versionada en numerosas ocasiones por Ben Harper durante las actuaciones en vivo de bootlegs que circulan en internet, pero con frecuencia son atribuidos erróneamente a Pearl Jam.
- La canción fue versionada por Kenny Wayne Shepherd y editada en sencillo como una pista adicional en su disco Blue on Black, de 1997, y es habitual en su lista de temas en vivo.
- La canción fue versionada y lanzada como sencillo (bajo el nombre "Voodoo Chile") por la banda argentina Divididos en su disco Acariciando lo Áspero y forma parte de su repertorio habitual en vivo.
- También fue versionada por Rob Thomas y Robert Randolph.
- La canción aparece en The Best of Top Of The Pops '70 (Hallmark HALMCD 1037), uno de una serie de álbumes grabados por músicos en ese periodo que son covers de éxitos o canciones famosas.
- Eric Clapton y Steve Winwood hicieron una versión de "Voodoo Child (Slight Return)" en el Madison Square Garden el 25 de febrero de 2008.
- Eric Johnson tocó "Voodoo Child (Slight Return)" durante su presentación en Austin City Limits.
- Buddy Guy también realizó una versión de la canción en directo.
- Mick Mars, de Mötley Crüe, utilizó partes de la canción durante un solo de guitarra en el Carnival of Sins Tour en el 2006 y durante la Cruefest en el 2008.
- El guitarrista Nuno Bettencourt incluyó una parte del riff de "Voodoo Child (Slight Return)" en el solo de "Rest in Peace", incluido en el disco III Sides to Every Story (1992) de la banda Extreme.[1]
- Algunas veces el virtuoso guitarrista Michael Angelo Batio la ha interpretado en directo.
- Mina Agossi en 1983.

### Enlaces
- Información en Rolling Stone Archivado el 20 de septiembre de 2008 en Wayback Machine. (en inglés)
- Información en djnoble.demon.co.uk Archivado el 3 de enero de 2007 en Wayback Machine. (en inglés)
- Información en Rock.com.ar